# 仙人谷ダム
仙人谷ダム（せんにんだにダム）は、富山県黒部市宇奈月町黒部奥山国有林内にある関西電力管理の重力式コンクリートダムである。土木学会の「日本の近代土木遺産―現存する重要な土木構造物2000選」および経済産業省の近代化産業遺産に認定されている。

## 概要
黒部川下流の欅平に設けられた黒部川第三発電所（黒三発電所）で発電を行うために、日本電力が黒部川水系で最後に建設した発電用ダムである。当初の計画では、仙人谷よりも5キロメートル上流の十字峡付近に建設される予定であったが、1934年（昭和9年）に黒部峡谷一帯が中部山岳国立公園に指定されたために現在の位置に建設されることとなった。第二次世界大戦前で軍需物資製造のための電源開発は至上命令だったため、国家総動員法のもとに人海戦術で工事が進められ、当時の労働者の平均月収の10倍以上に当たる、2時間5円、日当10円という給金で作業員が駆り集められた。工事は1936年（昭和11年）9月に開始され、1939年（昭和14年）6月に阿曽原 - 仙人谷の水路隧道が完成、1940年にダム本体が完成し、同年11月に黒部川第三発電所が発電を開始した。
発電所への取水口は沈砂池と共に地下に設けられた。また、最大出力8万kwは当時日本最大であった。
資材運搬には黒部専用鉄道（現黒部峡谷鉄道）のトロッコ列車が利用される計画であったが、欅平の上流は河川勾配24分の1と急峻で、標高差が250メートルあり、トロッコ列車の力では上ることができなかった。このため、欅平に高さ200メートルの縦坑を掘削して内部にトロッコ運搬用のエレベーターが設置された。エレベーターで揚げられたトロッコは仙人谷まで掘削された隧道を通る関西電力黒部専用鉄道で運搬される。仙人谷ダムの付近には関西電力職員宿舎があり、関西電力黒部専用鉄道にはこの施設の最寄り駅として仙人谷駅が設置されている。大部分がトンネル内を通る黒部専用鉄道にあって、仙人谷駅付近はトンネルを出て鉄橋で黒部川を渡る区間のため、冬季でも運行できるようこの鉄橋は屋根付きかつ側面も遮蔽できる構造となっている。
当ダムはまた、黒部峡谷沿いを通る登山道である水平歩道（阿曽原温泉・欅平方面）と日電歩道（黒部ダム方面）、雲切新道（仙人温泉方面）が合流する地点でもある。水平歩道は当ダムの管理施設内を経由するルートになっており、登山者は管理施設の中に入って通路を通行する。

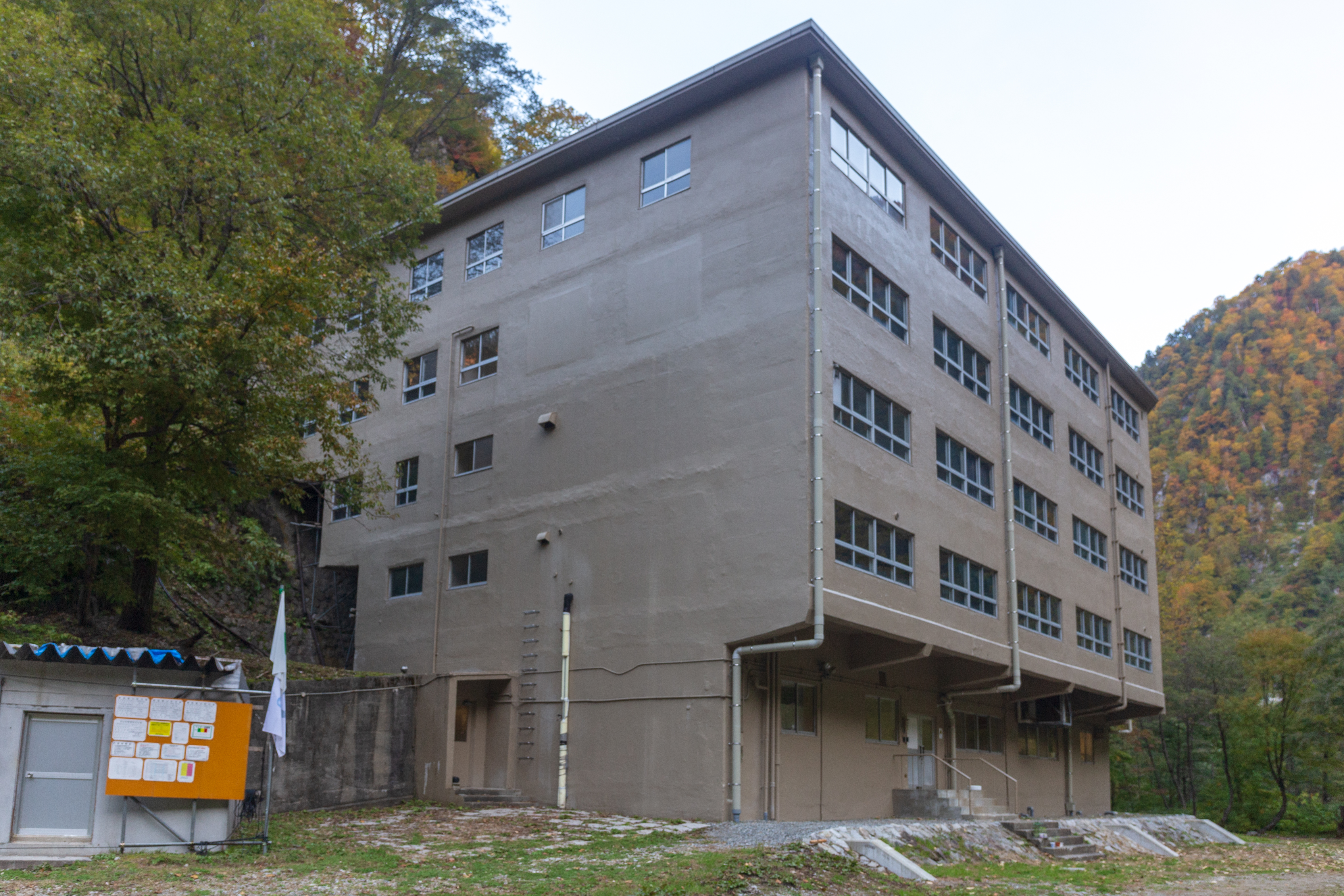
関西電力人見合宿（職員宿舎）
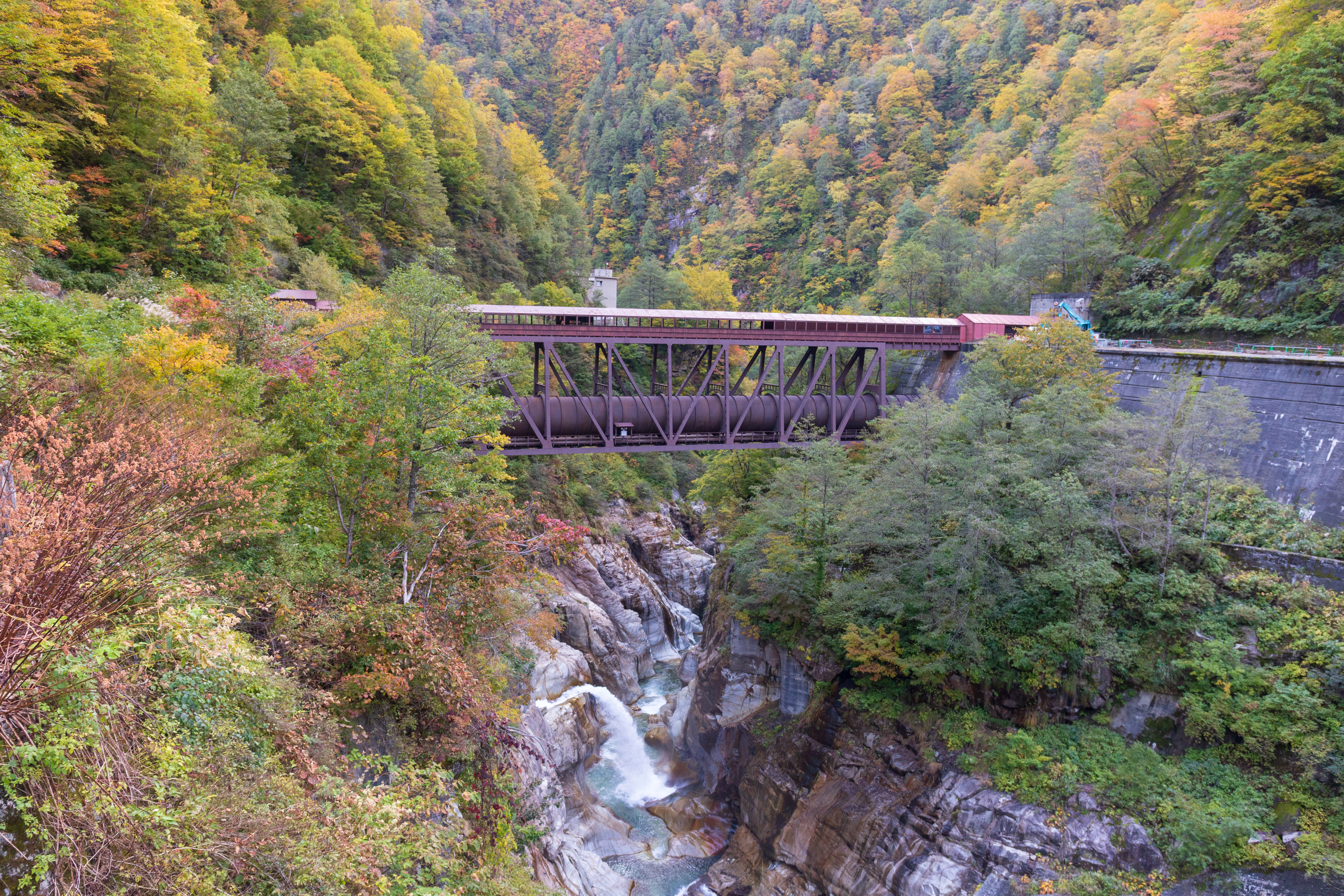
黒部専用鉄道仙人谷駅

## 堆砂問題

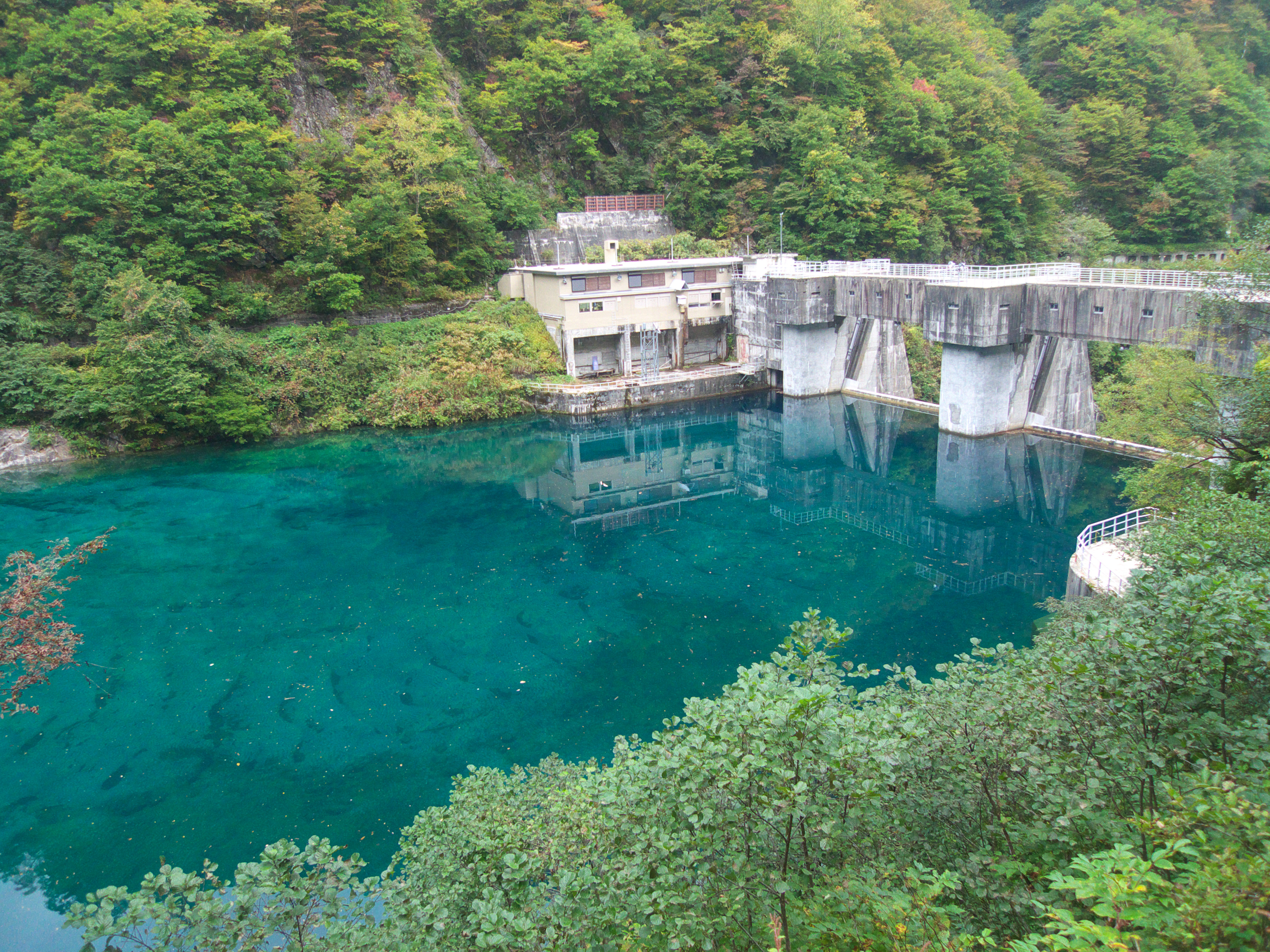
堆砂が進む仙人谷貯水池

黒部峡谷のV字谷は風化しやすい花崗岩でできているため浸食が激しく、ダムに流入する土砂の量が他の河川よりも多い。昭和40年代初頭にはすでに当ダムの堆砂率は80％を超えていた。2004年（平成16年）時点での堆砂率は89％である。

## 隣の駅
関西電力黒部専用鉄道
阿曽原駅 - 仙人谷駅 - 黒部川第四発電所前駅